# Chlorocebus cynosuros
Chlorocebus cynosuros (Малбрук) — примат з роду Chlorocebus родини мавпові (Cercopithecidae).

## Опис
Цей деревний примат тонкий і спритний з оливково-коричневим хутром і чорною шкірою обличчя. Нижня сторона тіла біла, і є біле хутро на чолі і щоках. Має защічні мішки, в яких їжа може бути збережена для подальшого споживання. Самець має яскраво-синю мошонкову область. Вага самців: 3,9-8,0 кг, самиць 3,4-5 кг. Довжина тіла від 40 до 60 см і хвіст довжиною до 70 см.

## Поширення
Країни: Ангола; Конго; Демократична Республіка Конго; Намібія; Замбія. Цей вид присутній в савані, рідколіссі, і лісово-луковій мозаїці, особливо близько до річок. Це надзвичайно адаптований вид, який може жити в сільських та міських умовах.

## Стиль життя
Денні й тримаються як на землі, так і на деревах. Вони живуть в групах до 50 тварин, які складаються з кількох самців і самиць разом з потомством. Члени групи мають рейтинг стосовно доступу до джерел живлення й відтворення. Вони всеїдні, фрукти, листя, пагони, насіння і інша рослинна їжа переважає, комахи та інші дрібні тварини також споживаються.

## Загрози та охорона
Немає серйозних загроз. Цей вид занесений до Додатка II СІТЕС і класу B Африканського Конвенції про збереження природи і природних ресурсів. Він присутній в декількох охоронних територіях.